# 竹内弘一のズキュ〜ン♡
『竹内弘一のズキュ～ン♡』（たけうちこういちのずきゅ～ん）は、KBS京都ラジオで火曜日14:00-17:00に放送中の番組。

## 番組概要
KBS京都ラジオで毎週火曜日の14時から17時に生放送しているワイド番組。
KBS京都テレビの報道番組「京bizX」のメインキャスターである竹内弘一アナウンサーがメインパーソナリティを務める。明るい普段着トークと社会派キャスターとしてのジャーナリズムを持ち併せた「竹内カラー」を全面に、聴いて楽しいお喋りや音楽、知りたい情報を盛り込んで、リスナーの心に響く夕方のプログラムをめざす番組とのコンセプトである。
2012年9月末まで放送していた帯番組『音楽わいど ラジオ・ビュー』の火曜日番組「イケメン?凸凹・チューズデイ」のパーソナリティを務めていた竹内が、同時間帯で放送開始となった新番組でそのままメインパーソナリティを継続する形となった。

## パーソナリティ
メインパーソナリティ
- 竹内弘一（KBS京都アナウンサー）

アシスタント
- 遠藤萌美：2015年10月13日放送回から隔週で出演。ズキュ～ン♡ギャル一号。（松竹芸能森脇健児女子陸上部）

## コーナー

### 放送中のコーナー
- 竹内弘一のズキュ～ン♡ネットワーク　- 日々の取材活動の中からのエピソードトークなどを行う。
- 竹内弘一のエナジーズキュ～ン♡ - 竹内が元気が出る1曲、エナジーミュージックをセレクトする。
- KyoBizキューン！！ - KBS京都テレビ「京bizX」とのコラボレーション企画。様々な経営者を招いて深い話を聞く。
- ネスカフェアンバサダーに、ズキュ〜ン！！ - 様々なゲストを招き、「ネスカフェアンバサダー」である竹内が淹れるコーヒーを片手にトークする。
- クイズ　who am I ⁉︎ - クイズコーナー。竹内がお題の人物になりきってトーク、リスナーはそこから正解の人物を予想し回答する。正答者の中から1人を選び電話を掛け、電話に出ることでプレゼントを得ることができる。
- 京都ビュー（月1回放送） - ゲストに山田啓二（京都府知事）を招いてトーク。
- Academic Cafe

### 終了したコーナー
- Tuesday Music Challenge！ - 音楽クイズ。正解者、ナイスボケの中から当選者を選び、電話をかける。電話に出ればプレゼントが贈られる。
- Tuesday 年号でGO! - クイズコーナー。ある年に起こった出来事をヒントとして掲出、リスナーはそこから正解の年号を予想し回答する。
- 竹内弘一のおせっくすクリニック - おせっくすの日は「どっちもどっち」はなし
- その話題ディープにズキュ～ン♡
- そのメッセージ ディープにズキュ～ン♡

### その他のコーナー・内包番組
- 京都新聞ニュース、天気予報
- 弘一♡ミポリンのKBS京都交通情報
- 弘一♡香織の快適生活ラジオショッピング
- 研ナオコの過払い金ぶっちゃけ法律相談　-研ナオコ、プロフェクト法律事務所の高橋映次弁護士（文化放送制作）
- きょうとほっと情報  -京都府からの耳より情報
- 彦根市便り  -彦根市からのお知らせ
- 交通取締情報

## 使用曲
オープニング
- Billy Joel - 「You May Be Right"」
- Hanson - 「MMMBop」

エンディング
- Kenny G - 「Going Home」

## 過去のゲスト
竹内弘一のズキュ～ン♡ネットワーク　
- 大浦理子　単独で1回、子守に同伴して1回、計2回出演。
- 子守康範　竹内の山中伸弥へのインタビュー内容に感動して、大浦を介して自ら出演を申し出た。

新春さん いらっしゃい（2013年1月1日）4人の特別ゲストを迎える
- 森谷威夫　竹内の入社に関して議論。
- 宮崎謙介  初当選の政治家
- 真箏
- 北神圭朗　落選した政治家

そのメッセージ ディープにズキュ～ン♡（2013年2月19日）
- 「オトナになっチャイナ」の横井和彦　「木村寿伸　オトナの90分♡一本勝負」（2011.10～2012.3）レギュラー出演

KyoBizキュ～ン♡
- 牧田もりかつ（2013年9月24日）竹内の夜の交歓会仲間

その他
- 遠藤奈美　- 竹内が遠藤奈美の女性自身、遠藤奈美自身を紹介

## 備考
- 2013年の2月番組審議会で、この番組が審議された（ディレクター同席）。
- 2013年10月22日ほか数回は、竹内が高校生朗読の審査員や海外出張のため、木村寿伸が代演。
- 2015年のフランス・イタリア出張時は、梶原誠が代演。
- 2015年10月20日は、「竹内弘一プレゼンツLGPAステップアップツアー」のため、木村が代演
- 2017年2月14日、2018年1月16日、同年2月6日放送分は竹内の出張のため海平和が代演、「海平和にズキュ〜ン♡」として放送された。